# 瑞穂市立南小学校
瑞穂市立南小学校（みずほしりつ みなみしょうがっこう）は、岐阜県瑞穂市古橋にある公立小学校。

## 概要
- 通学区域は古橋、横屋、中宮、呂久である。公立中学校の進学先は瑞穂市立巣南中学校である[1]。
- 校名は旧本巣郡巣南町の南部の意味であり、かつての本巣郡鷺田村の大部分が校区に該当する。
- 3 - 6年生の総合学習の時間を「さぎたタイム」という。これは南小学校の校区が、鷺田村であったことから名づけられている。特に地域密着の学習の意味がこめられている。

## 沿革
- 1873年（明治6年） -
  - 大野郡古橋村、横屋村、宝江村が共同で、顕名学校を創立する。徳源寺を仮校舎とする。
  - 大野郡中宮村、呂久村、大月村が共同で、杭渓学校を創立する。
- 1876年（明治9年） - 顕名学校が校舎を新築移転する。
- 1883年（明治17年） -  大月村が杭渓学校より脱退、貫学学校に合流する。しかし、大月村は貫学学校から離れていたため、大月村の生徒は杭渓学校に委託ということになった。
- 1889年（明治22年） -  顕名学校は横屋小学校に改称する。
- 1893年（明治26年） -  杭渓学校は呂久小学校に改称する。
- 1896年（明治29年） -  古橋村、横屋村、宝江村、呂久村、中宮村は、大野郡から本巣郡に変更される。
- 1897年（明治30年） -  宝江村、古橋村、横屋村、中宮村、呂久村が合併し、鷺田村になる。
- 1908年（明治41年） - 川崎尋常小学校（旧・貫学学校）の校舎が新築移転し校舎が拡大される。これにより、呂久小学校による旧大月村の生徒の委託が終了する。
- 1924年（大正13年） - 横屋小学校と呂久小学校が統合され、鷺田小学校となる。本校は旧横屋小学校とし、旧呂久小学校は呂久分校となる。
- 1926年（大正15年） - 校舎を現在地に新築移転する。高等科を設置し鷺田尋常高等小学校に改称する。呂久分校を廃止する。
- 1941年（昭和16年） - 鷺田国民学校に改称する。
- 1947年（昭和22年） - 鷺田村立鷺田小学校に改称する。
- 1954年（昭和29年） - 鷺田村、川崎村、船木村が合併し、巣南村になる。これにともない、巣南村立南小学校に改称する。
- 1957年（昭和32年） - 巣南村の一部（旧・宝江村）が穂積町に編入される。宝江地区は巣南村立南小学校から穂積町立牛牧小学校（現瑞穂市立牛牧小学校）の校区に変更される。
- 1961年（昭和36年） - 校内で集団赤痢が発生。全校生徒の7割以上が感染し、長期間休校となる。
- 1964年（昭和39年） - 巣南村が町制施行し巣南町になる。これにより巣南町立南小学校に改称する。
- 1974年（昭和49年） - 校舎（後の北舎）が完成する。
- 1975年（昭和50年） - 校舎を増築する。
- 1979年（昭和54年） - 校舎（東舎）が完成する。
- 1981年（昭和56年） - 体育館が完成する。
- 1984年（昭和59年） - 校舎（南舎）が完成する。
- 2003年（平成15年） - 穂積町と巣南町が合併し瑞穂市となる。これにより瑞穂市立南小学校に改称する。
- 2008年（平成20年） - 校舎を増築する。

## 交通機関
- みずほバス鷺田・船木線 南小学校前バス停下車、徒歩すぐ
- 樽見鉄道 横屋駅より徒歩5分

## 著名な出身者
- 豊田晃大 - サッカー選手